# Queen Rock Montreal
Queen Rock Montreal — концертний альбом британського рок-гурту «Queen». Він вийшов 29 жовтня 2007 року як подвійний CD, Blu-ray, DVD і потрійний LP.
Альбом записали в Монреалі, Квебек, у закладі «Montreal Forum» 24 листопада та 25 листопада 1981 року, рівно за десять років до того, як соліст Фредді Мерк'юрі помер від СНІДу. AllMusic описав виступ «Queen» як «продумано театральний і багато в чому величний».
Це перший офіційний реліз саундтрека до концертного фільму «We Will Rock You», що вийшов тільки у аудіо-форматі. На відміну від оригінального відео-релізу «We Will Rock You», який був перевиданий як «Queen Rock Montreal», альбом і CD містять повний виступ (включаючи пісні «Flash» і «The Hero»), повністю ремікшований.

## Трек-лист

### Диск перший
1. «Intro» — 1:59
2. «We Will Rock You (Fast)» (Браян Мей) — 3:06
3. «Let Me Entertain You» (Фредді Мерк'юрі) — 2:48
4. «Play the Game» (Мерк'юрі) — 3:57
5. «Somebody to Love» (Мерк'юрі) — 7:53
6. «Killer Queen» (Мерк'юрі) — 1:59
7. «I'm in Love with My Car» (Роджер Тейлор) — 2:03
8. «Get Down, Make Love» (Мерк'юрі) — 4:45
9. «Save Me» (Мей) — 4:14
10. «Now I'm Here» (Мей) — 5:31
11. «Dragon Attack» (Мей) — 3:11
12. «Now I'm Here (Reprise)» (Мей) — 1:53
13. «Love of My Life» (Мерк'юрі) — 3:56

### Диск другий
1. «Under Pressure» (Queen, Девід Бові) — 3:49
2. «Keep Yourself Alive» (Мей) — 3:29
3. «Drum and Tympani Solo» (Тейлор) — 3:00
4. «Guitar Solo» (Мей) — 5:11
5. «Flash» (Мей) — 2:11
6. «The Hero» (Мей) — 1:51
7. «Crazy Little Thing Called Love» (Мерк'юрі) — 4:15
8. «Jailhouse Rock» (Джеррі Лайбер, Майк Столлер) — 2:32
9. «Bohemian Rhapsody» (Мерк'юрі) — 5:28
10. «Tie Your Mother Down» (Мей) — 3:52
11. «Another One Bites the Dust» (Джон Дікон) — 4:00
12. «Sheer Heart Attack» (Тейлор) — 3:53
13. «We Will Rock You» (Мей) — 2:09
14. «We Are the Champions» (Мерк'юрі) — 3:27
15. «God Save the Queen» (народна музика) (аранжування Мея) — 1:27

## Персонал
- Фредді Мерк'юрі — головний вокал, піаніно, акустична гітара в «Crazy Little Thing Called Love», бубон в «Keep Yourself Alive»
- Браян Мей — гітара, вокал, піаніно в «Save Me» і «Flash», синтезатор в «Flash»
- Роджер Тейлор — ударні, перкусія, вокал, головний вокал в «I'm In Love With My Car» і «Another One Bites The Dust» (приспів), синтезатор в «Intro»
- Джон Дікон — бас-гітара, вокал
- Джош Макрей — мікс-продюсер
- Джастін Ширлі-Сміт — мікс-продюсер
- Кріс Фредрікссон — Pro Tools HD
- Райнгольд Мак — інженер запису
- Кевін Меткелф — мастерінг
- Річард Грей — оформлення

## Чарти
| Чарт (2007)                             | Позиція |
| --------------------------------------- | ------- |
| Австрія (Austrian Top 75 Albums)        | 25      |
| Бельгія (Belgium (Flanders) 100 Albums) | 84      |
| Бельгія (Belgium (Wallonia) 100 Albums) | 62      |
| Франція (French Top 200 Albums)         | 111     |
| Німеччина (German Albums Chart)         | 17      |
| Нідерланди (Netherlands Top 100 Albums) | 54      |
| Португалія (Portuguese Top 30 Albums)   | 22      |
| Іспанія (Spanish Top 100 Albums)        | 35      |
| Швейцарія (Swiss Top 100 Albums)        | 27      |

| Чарт (2008)                      | Позиція |
| -------------------------------- | ------- |
| Мексика (Mexican Top 100 Albums) | 73      |